# Goldbauchmangabe
Die Goldbauchmangabe (Cercocebus chrysogaster) ist eine in Zentralafrika lebende Primatenart, die zu der Familie der Meerkatzenverwandten (Cercopithecidae) gehört.

## Merkmale
Die Goldbauchmangaben ähneln den nahe verwandten Olivmangaben. Die Kopf-Rumpf-Länge beträgt 40 bis 62 Zentimeter, wobei das Männchen größer als das Weibchen ist. Der Schwanz ist 45 bis 76 Zentimeter lang. Das Weibchen wird 4,5 bis 7, das Männchen 7 bis 13 Kilogramm schwer. Das Fell ist an der Oberseite olivgrün oder braungrün gefärbt, die namensgebende Unterseite ist gelblich oder leuchtend orange.

## Verbreitung und Lebensraum

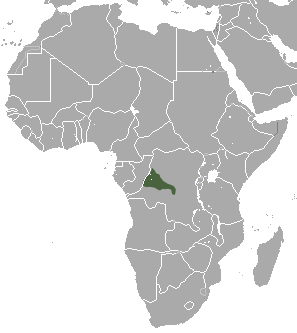
Verbreitungsgebiet

Goldbauchmangaben sind in den tropischen Regenwäldern im Kongobecken der Demokratischen Republik Kongo endemisch. Vermutlich bevorzugen sie Wälder in Wassernähe, die saisonal überflutet sind. Der Kongo-Fluss bildet die Westgrenze ihres Verbreitungsgebietes, nördlich des Kongo leben die Olivmangaben.

## Lebensweise
Über die Lebensweise dieser Tiere ist wenig bekannt, vermutlich stimmt sie mit der anderer Weißlid-Mangaben überein. Sie sind wie alle Altweltaffen tagaktiv und leben sowohl am Boden als auch in den Bäumen, wo sie aber häufig in Bodennähe nach Nahrung suchen. Mehrere Männchen und Weibchen mit ihren Jungtieren leben in einer Gruppe bis zu 35 Tieren. Zur Verständigung nutzen sie neben Lauten auch Körpersignale, so etwa besondere Körperhaltungen und Gesichtsausdrücke.
Die Nahrung besteht aus Früchten, Blättern, Pilzen, Samen, Nüssen, Insekten und kleinen Vögeln.
Das Weibchen ist mit etwa drei Jahren, das Männchen mit fünf bis sieben Jahren geschlechtsreif. Nach einer Tragzeit von 164 bis 175 Tagen kommt in der Regel nur ein Jungtier zur Welt. Goldbauchmangaben erreichen ein Alter von ungefähr 30 Jahren.

## Bedrohung
Hauptbedrohung für die Goldbauchmangabe sind die Zerstörung ihres Lebensraums und die Bejagung wegen ihres Fleisches (Bushmeat). Die IUCN listet sie als „stark gefährdet“ (endangered).

## Systematik
Die Goldbauchmangabe wird zur Gattung der Weißlid-Mangaben (Cercocebus) gerechnet. Erst seit 2001 wird sie als eigenständige Art anerkannt, vorher galt sie als Unterart der Olivmangabe (als Cercocebus agilis chrysogaster). Die Olivmangabe wiederum wird gelegentlich als Unterart der Haubenmangabe angesehen, weswegen sich manchmal auch die wissenschaftliche Bezeichnung Cercocebus galeritus chrysogaster findet.